# 惠震
惠震（1932年12月- ），陕西蒲城人。中华人民共和国政治人物、外交官。
- 1948年9月在延安大学学习。
- 1949年任青年团蒲城县委委员，中共西北局组织部党员管理处干事。
- 1954年在中国人民大学外文系和外交学院学习。
- 1958年任世界知识出版社编辑，编辑组长。
- 1969年在外交部干校劳动。
- 1970年任外交部干部司二处副处长，处长，中国驻利比里亚大使馆一秘，外交部西亚非洲司参赞。
- 1987年6月，接替刘华，担任中华人民共和国驻苏丹大使[1]。1991年10月，由吴德成接任。
- 1992年1月任中国人民外交学会副会长。